# 대서양 표준시
| UTC−03:30 | 뉴펀들랜드 표준시 (†서머 타임일 때는 UTC−02:30) |
| UTC−04:00 | 대서양 표준시 (†서머 타임일 때는 UTC−03:00)     |
| UTC−05:00 | 동부 표준시 (†서머 타임일 때는 UTC−04:00)       |
| UTC−06:00 | 중부 표준시 (†서머 타임일 때는 UTC−05:00)       |
| UTC−07:00 | 산악 표준시 (†서머 타임일 때는 UTC−06:00)       |
| UTC−08:00 | 태평양 표준시 (†서머 타임일 때는 UTC−07:00)     |
| UTC−09:00 | 알래스카 표준시 (†서머 타임일 때는 UTC−08:00)   |
| UTC−10:00 | 하와이-알류신 표준시                            |

| UTC+10:00 | 차모로 표준시 |
| UTC−11:00 | 사모아 표준시 |

대서양 표준시(大西洋標準時, Atlantic Standard Time, AST)는 협정 세계시(Coordinated Universal Time, UTC)에서 4시간을 뺀 표준시(대서양 표준시)를 유지하는 지리적 지역이다. UTC−04:00와 같이 표시한다. AST는 북아메리카와 카리브해의 일부 섬에서 관측된다. 1년 중 일부 지역에서는 UTC-03:00을 달성하기 위해 시계를 한 시간 앞당김으로써 대서양 일광 절약 시간제(Atlantic Daylight Time, ADT)을 준수한다. 이 시간대의 시계는 그리니치 천문대의 서경 60도 평균태양시를 기준으로 한다.

## 해당 지역

### 카리브해
- 앤티가 바부다 (DST 없음)
- 바베이도스 (DST 없음)
- 도미니카 (DST 없음)
- 도미니카 공화국 (DST 없음)
- 다음 영역의 프랑스와 프랑스의 해외 집합체
  - 과들루프 (DST 없음)
  - 마르티니크 (DST 없음)
  - 생바르텔레미 (DST 없음)
  - 생마르탱 (DST 없음)
- 그레나다 (DST 없음)
- 가이아나 (DST 없음)
- 네덜란드 및 네덜란드 특별자치단체는 다음 지역에 위치한다:
  - 아루바 (DST 없음)
  - 보네르섬 (DST 없음)
  - 퀴라소 (DST 없음)
  - 사바섬 (DST 없음)
  - 신트외스타티위스섬 (DST 없음)
  - 신트마르턴 (DST 없음)
- 세인트키츠 네비스 (DST 없음)
- 세인트루시아 (DST 없음)
- 세인트 빈센트와 그레나딘 (DST 제외)
- 트리니다드 토바고 (DST 없음)
- 영국(영국의 해외 영토)은 다음 지역에 속한다:
  - 앵귈라 (DST 없음)
  - 버뮤다
  - 영국령 버진아일랜드 (DST 없음)
  - 몬트세랫 (DST 없음)
- 미국, 다음 지역:
  - 푸에르토리코 (DST 없음)
  - 미국령 버진아일랜드 (DST 없음)

### 북미
- 캐나다, 다음 지역:
  - 노바스코샤주
  - 뉴브런즈윅주
  - 프린스에드워드아일랜드주
  - 대부분의 래브라도
  - 퀘벡 막달렌 제도
  - 코트노르 (서경 63도 동쪽), 퀘벡(DST 없음)

### 추가 지역
- 그린란드, 다음 영역에 해당한다:
  - 툴레 공군기지